# 沿ドニエストル共和国の国歌
沿ドニエストル共和国の国歌（えんドニエストルきょうわこくのこっか）は、我ら沿ドニエストルを賛美する（われらえんドニエストルをさんびする、ロシア語: Мы славим тебя, Приднестровье）と題される。ボリス・パルメノフ（Boris Parmenov）、ニコラス・ボジュコ（Nicholas Bozhko）、ヴィタリ・ピシュチェンコ（Vitaly Pishchenko）により作詞、ボリス・アレクサンドロヴィッチ・アレクサンドロフにより作曲された。沿ドニエストル共和国の公用語であるロシア語・ルーマニア語・ウクライナ語それぞれに公式の歌詞があり、これらはそれぞれ微妙に異なっている。この楽曲の原型となったのは、1943年に作曲されたロシアの愛国歌「万歳わが祖国」である。同曲は、ソビエト連邦の国歌の候補としてつくられたものであったが不採択となったものである。実際のソビエト国歌には、彼の父であるアレクサンドル・アレクサンドロフが作曲した楽曲が採用された。